# Lágrimas y gozos
Lágrimas y gozos (2008) es el sexto álbum de estudio del grupo español Ska-P. El lanzamiento se produjo el 7 de octubre de 2008. El álbum está comprendido de 13 canciones y un videoclip ("Crimen sollicitationis"), y acompañado por una gira en países de Latinoamérica y Europa.
El primer sencillo del disco, "Crimen sollicitationis", es una crítica a la iglesia católica y a su papa Benedicto XVI, a quienes acusan de ocultar casos de pederastia en el seno del clero.

## Lista de canciones
| N.º | Título                                    | Duración |  |
| 1.  | «Ni fu ni fa»                             | 03:21    |  |
| 2.  | «El libertador»                           | 04:34    |  |
| 3.  | «Crimen sollicitationis»                  | 04:51    |  |
| 4.  | «Fuego y miedo»                           | 03:43    |  |
| 5.  | «La colmena»                              | 04:23    |  |
| 6.  | «Gasta Claus»                             | 03:22    |  |
| 7.  | «El imperio caerá»                        | 03:20    |  |
| 8.  | «Los hijos bastardos de la globalización» | 04:42    |  |
| 9.  | «Vándalo»                                 | 03:49    |  |
| 10. | «El tercero de la foto»                   | 03:51    |  |
| 11. | «Decadencia»                              | 03:40    |  |
| 12. | «Qué puedo decir»                         | 04:07    |  |
| 13. | «Wild Spain»                              | 04:23    |  |

## Personal
Ska-P
- Roberto Gañan Ojea (Pulpul): Vocalista y guitarra rítmica
- Ricardo Delgado (Pipi): Segunda voz
- José Miguel Redin (Joxemi): Guitarra líder y coros
- Julio César Sánchez (Julitros): Bajo y coros
- Alberto Javier Amado (Kogote): Teclado y coros
- Luis Miguel García (Luismi): Batería

Músicos adicionales
- Garikoitz Badiola (Gari): Trombón y Helicón
- Alberto Pérez : Trompeta
- Marc Sumo: Saxofón

## Temática de las canciones

### Ni fu ni fa
Su escritor fue Roberto Gañan Ojea, fue grabado en julio de 2008, y su duración es de 03:20.
La canción hace referencia a la democracia representativa, criticando la demagogia de las campañas electorales, dando a entender que las elecciones son una mera farsa, ya que el bipartidismo y el voto útil hacen que las opciones minoritarias no puedan prosperar.

### El libertador
El tema hace referencia a Venezuela y la "Revolución Bolivariana", llevada a cabo por el presidente Hugo Chávez. Su escritor fue Pulpul, fue grabado en 2008, y su duración es de 04:34.

### Crimen sollicitationis
Su escritor fue Roberto Gañan Ojea (Pulpul), fue grabado en julio de 2008, y su duración es de 04:50.
La canción critica a la Iglesia católica por ocultar casos de pederastia en los que están implicados sus sacerdotes. El título hace referencia a Crimen sollicitationis, documento interno de la Iglesia Católica en el que se fijan los procedimientos a seguir en tales casos.
La canción incluye arreglos musicales relacionados con su temática, como un coro de iglesia o cantos infantiles.

### Fuego y miedo
Su escritor fue Roberto Gañan Ojea, fue grabado en 2008, y su duración es de 03:41.
La canción trata de que un menor, luego de ver un filme de vaqueros, robó la Magnum 42 de su padre, y, camino a su colegio, imaginó los cuerpos sin vida, y luego, como dice la canción, "decidió vaciar el cargador", disparando a quemarropa a personas inocentes, solo por tratar de parecerse a su "héroe".
La canción,nombra a Charlton Heston, como el "héroe" que este niño quiso imitar, y anteriormente hace una crítica al gobierno, diciendo "el gobierno sus manos ha armado"
También dice que el "miedo" hizo actuar así a este niño, ya que al parecer, por lo que dice la canción, había estado "cegado" por la humillación y el miedo".
Por todo lo anterior, el tema parece enteramente basado en el documental Bowling for Columbine[cita requerida], que hace declaraciones similares acerca del sistema socioeconómico de los Estados Unidos, e incluye en una parte una entrevista con Charlton Heston, a quien nombra como uno de los miembros más prestigiados de la NRA.
La canción narra especialmente algunos hechos de la Masacre de la Escuela Secundaria de Columbine, causada por la psicopatía y el acoso escolar dentro de la escuela, hasta el punto de usar armas como "venganza", siendo Charlton Heston en ese entonces, un actor de películas del género épico y un miembro de la NRA, por lo que argumentaba a favor del uso de armas mientras actuaba en películas que pudieran tener relevancia en el pensamiento psicópata de los jóvenes de la secundaria, lo que causaría la masacre y el asesinato como venganza por culpa del acoso escolar, que, en la canción, sería el "miedo".
La canción incluye ritmos de música country, con una armónica que se puede oír en una parte instrumental, con el fin de enfatizar el hecho de que la mente psicópata del joven fue causada específicamente por una película de vaqueros de Charlton Heston.
Esta canción sale en el vídeo en YouTube, que publicó "Click2Music España", mostrando la grabación del álbum, sale la introducción de esta canción el trompetas e instrumentos de viento.

### Los hijos bastardos de la globalización
Su escritor fue Roberto Gañan Ojea, fue grabado en 2008, y su duración es de 04:43.
La canción habla de los niños explotados por las multinacionales, en China, que producen artículos masivamente para después ser distribuidos en forma global. "Mis pequeñas manos son la producción de miles de juguetes con los que podrán jugar allá niños como yo".
La canción critica que a las personas, especialmente en Occidente, no les interesa el tema, y los hace ponerse en el lugar que fuesen sus hijos los que están en esa situación, cómo se sentirían ellos con el problema, y hace abrir los ojos de la gran explotación que existe a menores de edad, por parte de las multinacionales, ya que tienen una mano de obra con menor costo.
La canción, como su nombre dice, critica fuertemente a la Globalización.

### Vándalo
Su escritor fue Roberto Gañan Ojea, fue grabado en 2008, y su duración es de 03:41.
La canción habla de las personas que luchan por sus ideales y que, debido a esta lucha, terminan con antecedentes judiciales y denostados por el sistema como "vándalos" o "delincuentes". En un fragmento también critica al neoliberalismo.

## Nombre del disco
El nombre de este álbum estaba entre "Azufre" y "Lágrimas y gozos", pero como explica Ska-P en un encuentro digital en el diario español El Mundo: 

"Lágrimas y gozos" es un trocito de frase de 'Crimen sollicitationis', que es un ataque directo al Vaticano por encubrir abusos sexuales a nivel mundial. La frase refleja las lágrimas de los niños violados y los gozos de los violadores. Pero es una frase extrapolable a la vida, unos lloran porque otros gozan."

Este nombre de "Lágrimas y gozos" también se ve reflejado en la portada del disco, donde aparece el Gato López bailando ska y al fondo se ven dos máscaras, una llorando y sufriendo, y otra sonriendo maliciosamente.
El nombre Azufre derivaría de un comentario sobre George W. Bush de Hugo Chávez, al que se alaba en El libertador.

## Regreso
Este álbum es el primero desde que el grupo anunciara su regreso tras un "parón indefinido". Antes de la publicación del disco, en la página web del grupo se anunciaba el regreso, al decidir los miembros de Ska-P juntarse de nuevo unos días para ensayar y tomar una decisión sobre un eventual retorno. Finalmente se confirmó la noticia a mediados de verano de 2008 con un cartel en su página web que rezaba "Confirmado; volvemos". Más tarde ya se colgaron en internet vídeos de las grabaciones del álbum y se dieron información y diversos datos hasta el lanzamiento del álbum y el vídeo de "Crimen sollicitationis".

## Música
Con este álbum Ska-P introduce algunos elementos nuevos con respecto a la música de ¡¡Que corra la voz!!, el anterior álbum de estudio. Principalmente, las guitarras tienen un sonido más cercano de lo habitual en ellos al punk o hardcore punk, sin dejar de tener elementos propios del ska. Las trompetas toman un sonido más agudo que en otros álbumes de estudio en varias canciones de este álbum. Los arreglos sonoros de cada canción buscan enfatizar el mensaje de la misma, haciéndose esto más evidente que en anteriores trabajos del grupo. Por ejemplo, se hace uso de sonidos navideños en "Gasta Claus", en "Crimen sollicitationis" se pueden oír lo que parece el coro de una iglesia y cantos infantiles y en "Fuego y miedo" se añade a los instrumentos una armónica en varias partes de la canción.